# Théodore l'Athée
Pour les articles homonymes, voir Théodore de Cyrène (homonymie).
Théodore de Cyrène (Θεόδωρος), dit Théodore l'Athée ou Théodore le Divin (v. -340 - v. -250), est un philosophe de la Grèce antique.

## Biographie
Théodore de Cyrène vécut autour de 320 av. J.-C. et est natif de Cyrénaïque. Il fut un des disciples d'Aristippe de Cyrène. Il suivit les leçons d'Annicéris selon Diogène Laerce. Quittant sa patrie, il partit s'installer à Athènes, la ville phare de la philosophie. Selon Suidas il devint dans un premier temps disciple de Zénon de Cition, ainsi que de Bryson, un représentant de l'école de Mégare. Puis il semble avoir aussi fréquenté Pyrrhon le sceptique. Sa formation philosophique selon les usages de son époque ne l'obligea pas à s'attacher exclusivement à une seule école de pensée. D'après une anecdote transmise par Plutarque, Théodore ensuite enseigna pour son propre compte la philosophie dans un lieu prestigieux d'Athènes : le Lycée (célèbre depuis le passage d'Aristote en ce même lieu). Mais il ne tarda pas à subir les accusations de sycophantes — à l'exemple d'un prédécesseur célèbre Socrate — pour impiété et corruption de la jeunesse devant le tribunal d'Athènes. Victime de son irrévérence religieuse, Théodore dut alors fuir la ville. Il décide de côtoyer les grands de son temps. Ainsi devient-il ambassadeur auprès de la cour du roi d'Égypte Ptolémée. Il partira alors en mission pour ce  même roi auprès d'un autre dynaste, Lysimaque. Plus tard il retournera dans sa patrie auprès du dirigeant Magas, un allié de la dynastie voisine des Ptolémées.

## Ses idées philosophiques
Célèbre dès son temps pour ses critiques de la religion, il a été surnommé l'Athée essentiellement par des détracteurs postérieurs,. En effet, l'examen des témoignages sur sa position concernant la religion permet de retracer le déroulement de sa réflexion philosophique : 
- Il rejetait la croyance envers les dieux[5].
- Enfin, il semblait rejeter, selon un auteur sûr, l'incorruptibilité des dieux en indiquant « qu'il n'existait pas d'être incorruptible et donc éternel dans notre Monde[6] ».

Dans son Traité des dieux, il entendait démontrer que les dieux n'existent pas. Dans ses activités publiques auprès des princes, il brilla comme un débatteur et dialecticien impertinent envers le pouvoir. Sa rencontre avec le roi Lysimaque (un général d'Alexandre le Grand, devenu roi de Thrace), est l'illustration de cette attitude irrévérencieuse envers le pouvoir et la coercition. Plusieurs écrivains antiques nous ont transmis en grande partie l'échange qu'eut Théodore avec ce roi, lors d'une mission d'ambassade. Il eut aussi comme auditeur Bion de Borysthène.

## Œuvres
- Sur les dieux
- Les Questions[7]